# وینیل‌بنر
وینیل‌بَنِر گونه‌ای تبلیغات در فضای باز هستند. بیشتر بنرها در حال حاضر به صورت دیجیتالی بر روی چاپگرهای جوهرافشان با فرمت بزرگ چاپ می‌شوند و می‌توانند روی یک بیلبورد در فضای باز نصب شوند.

## جنس
متداول‌ترین ماده مورد استفاده، PVC است. وزن زیرلایه‌های مختلف بنر از ۹ اونس تا ۲۲ اونس در هر یارد مربع (۹۰۰ گرم متر) متغیر است و ممکن است قابلیت چاپِ دو طرفه یا یک طرفه داشته باشد.

## چاپ
بنر وینیل انواع مختلفی دارد. عمر مفید آن از ۳ تا ۵ سال متغیر است.
بنرهای چاپ دیجیتال: چاپ شده با جوهرهای آبی یا آب‌پایه.